# Martha Randall
Martha Irene Randall (ur. 12 czerwca 1948 w Chicago) – amerykańska pływaczka, brązowa medalistka olimpijska z Tokio.
Zawody w 1964 były jej jedynymi igrzyskami olimpijskimi. Zdobyła srebro na dystansie 400 m stylem zmiennym. Zdobyła cztery medale podczas uniwersjady w 1967, w tym trzy złote (100 metrów motylkiem i sztafety) oraz brąz na dystansie 100 metrów grzbietem. 